# Kostel svatého Bartoloměje (Brada)
Kostel svatého Bartoloměje se nalézá ve vesnici Brada-Rybníček v části Brada na jejím západním okraji asi 3,7 km severozápadně od centra města Jičín v okrese Jičín. Areál gotického venkovského bezvěžového kostela tvoří zdaleka viditelnou dominantu celého okolí. Kostel je chráněn jako kulturní památka.

## Historie
Raně gotický kostel byl postaven někdy kolem roku 1300, první zmínka o něm je z roku 1371. V roce 1622 byla při opravě kostela přistavěna západní předsíň, což připomíná nápis nad jejím vstupním portálem. Podruhé byl kostel opravován v roce 1814.

## Popis
Gotický kostel svatého Bartoloměje je obehnán nízkou ohradní kamennou zdí z pískovcových kvádrů. Kostel je orientovaný se vstupem od západní strany přistavěnou předsíňkou.
Vlastní kostel je jednolodní s plochým stropem a s pětiboce uzavřeným presbytářem sklenutým sedmidílnou klenbou s konzolami ve tvaru masek nebo jehlanů, vymalovaný je rostlinnou dekorací s erby a postavami sv. Petra a sv. Pavla (snad ze začátku 16. století). V presbytáři se nalézá gotický sanktuář. V severozápadním rohu kostelní lodi jsou zazděny dvě raně gotické masky. Na stěně kostelní lodi je epitaf ze začátku 17. století. Vysoké stěny kostelní lodi jsou prolomeny půlkruhově uzavřenými okny. Kolem kostela se nachází hřbitov.
Oltář pochází z konce 17. století. Ostatní zařízení kostela je pseudogotické z konce 19. století.
Severozápadně od kostela mimo ohradní zeď se nachází barokní dřevěná zvonice.
Kolem kostela procházejí modrá turistická značka ve směru Jičín - Prachov a zelená značka ve směru Železnice - Prachov.

## Galerie

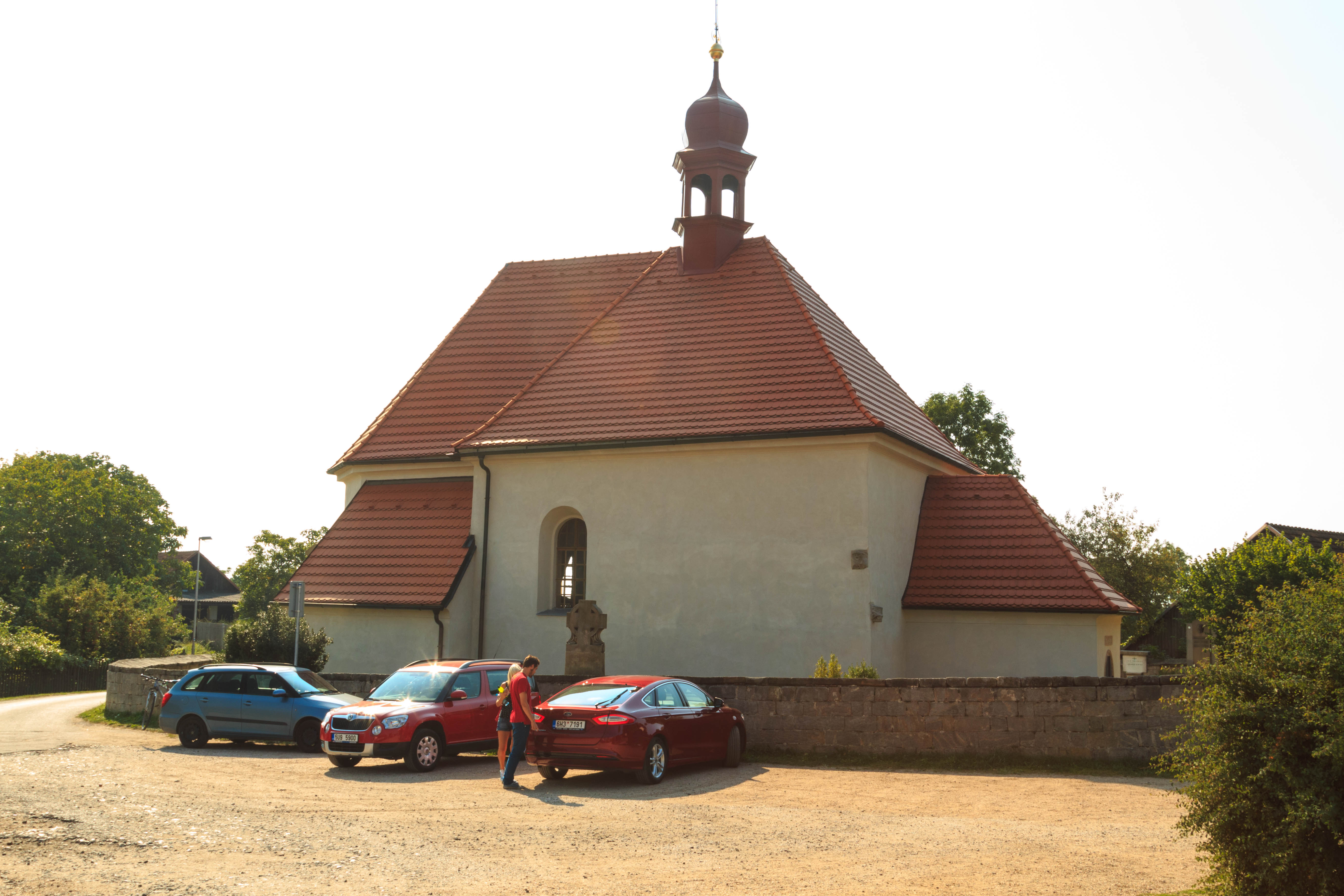
pohled na kostel
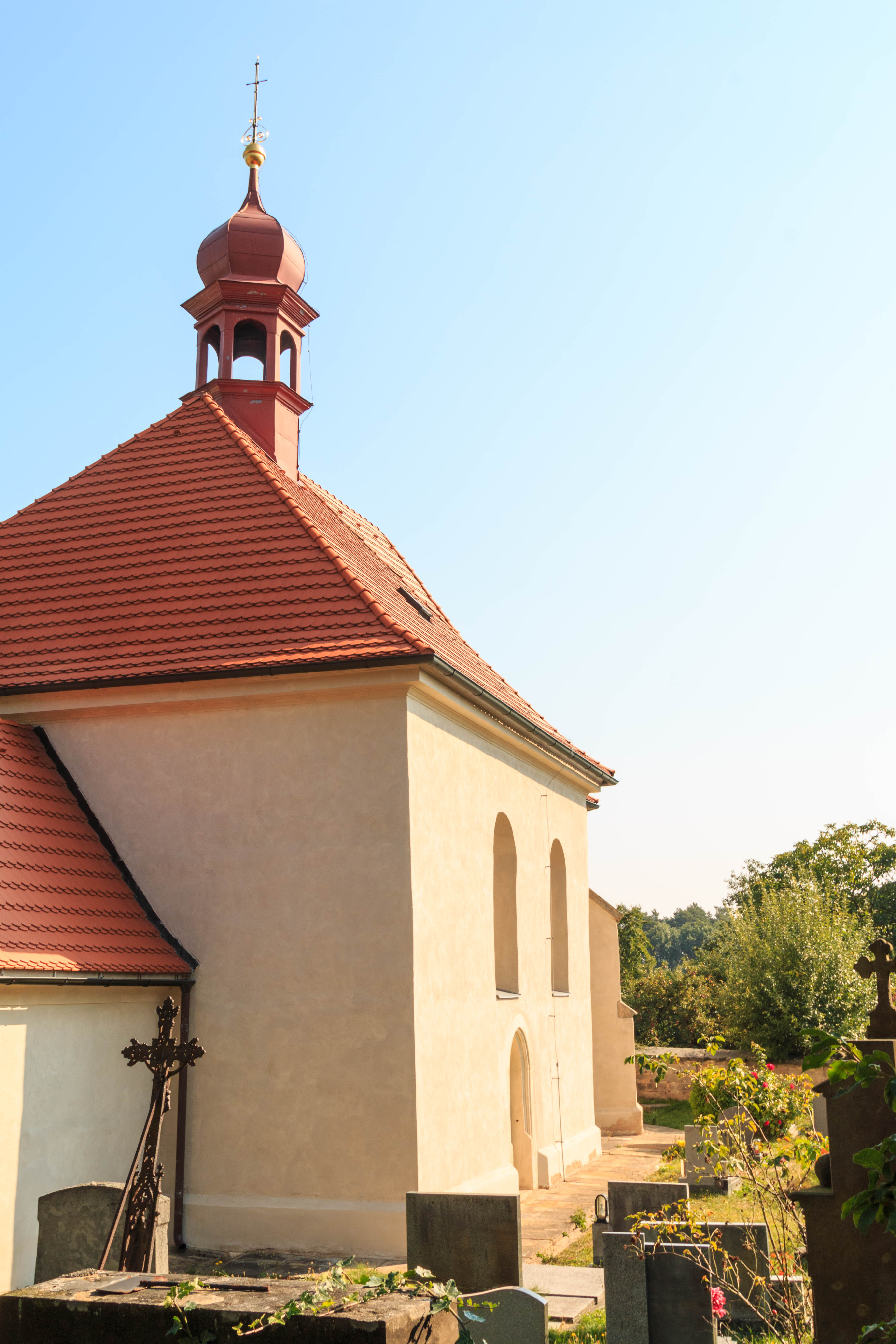
pohled na kostel
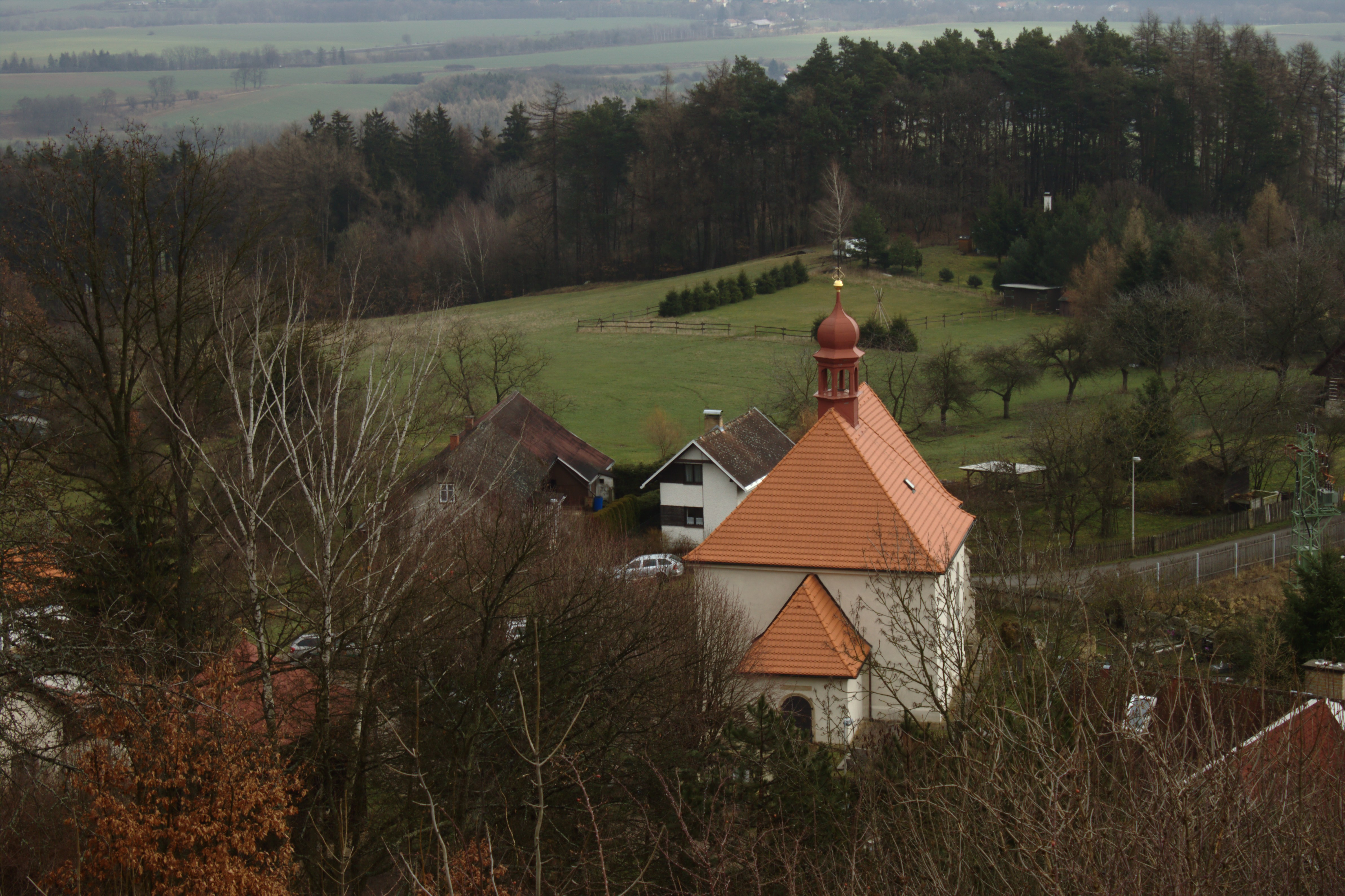
pohled na kostel
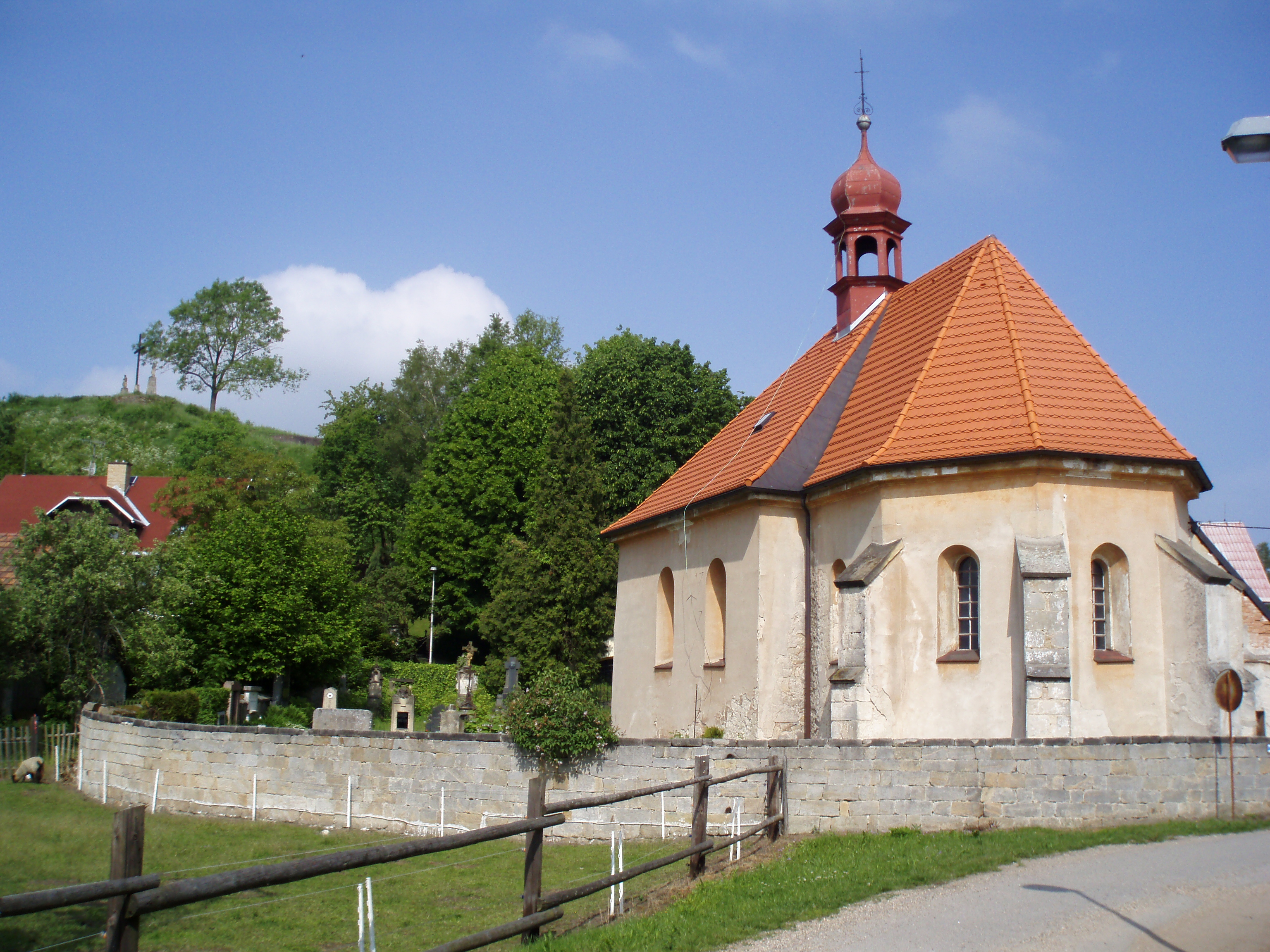
pohled na kostel